# حزب الاتحاد (جزر فارو)
حزب الاتحاد هوحزب سياسي ليبرالي محافظ في جزر فارو. يريد الحزب الحفاظ على اتحاد جزر فارو مع الدنمارك. في 24 أكتوبر 2015، كاج ليو جوهانسن هو زعيم الحزب.
في انتخابات عام 2008، فاز الحزب بنسبة 21.0 ٪ من الأصوات الشعبية و 7 من 33 مقعدا. بعد أن كان في المعارضة لفترة قصيرة بعد الانتخابات، شكل حزب الاتحاد حكومة جديدة في سبتمبر 2008 ، وأصبح كاج ليو يوجانسن رئيسًا للوزراء.
في الانتخابات البرلمانية الدانمركية لعام 2007 ، حصل الحزب على 23.5 ٪ من أصوات الفارويين ، وبذلك حصل على واحد من مقعدين فارويين في البرلمان الدنماركي.
في الانتخابات العامة في عام 2011 ، حصل الحزب على 24.7 ٪ من الأصوات و 8 مقاعد من 33. ومع ذلك ، في 10 فبراير 2014 ، حصل الحزب على مقعد إضافي في Løgting ، بعد أن انضم Gerhard Lognberg الذي تم انتخابه في البرلمان الذي يمثل الحزب الاشتراكي الديمقراطي، إلى حزب الاتحاد. حدث هذا بعد ثلاثة أشهر من طرد لوجنبرغ من الحزب الاشتراكي الديمقراطي بسبب بعض الخلافات، مما جعل حزب الاتحاد أكبر حزب مشترك في البرلمان الفاروي، إلى جانب حزب الشعب.